# ناپوکا
ناپوکا (به فرانسوی: Napuka) یک جزیره و کامین در فرانسه است که در پلی‌نزی فرانسه واقع شده است.

## خصوصیات
ناپوکا ۲۵۷ نفر جمعیت دارد.